# Estêvão José da Rocha
Estêvão José da Rocha, primeiro e único Barão da Araruna, foi um fazendeiro e militar brasileiro, tendo sido Coronel da Guarda Nacional.

## Biografia
Nasceu na Fazenda Serra Branca, Paraíba, no ano de 1805 e faleceu no dia 30 de março de 1874 em Bananeiras, PB. Era de filho de Antônio Ferreira de Macedo e de Ana de Arruda Câmara.
Foi proprietário do Engenho Jardim em Bananeiras. Seu primeiro casamento foi com Maria Madalena das Dores com quem teve onze filhos.  No ano de 1852 casou-se pela segunda vez com Rozaura Maria da Conceição tendo mais uma filha. ( Rozaura era de família nobre aristocrata portuguesa. Detentora de vastas terras nos engenhos de Mamanguape ).  Nos registros iniciais da cidade de Bananeiras (de 1836/1844) o Barão de Araruna aparece como capitão da Guarda Nacional. Além disso, ele foi Juiz dos Órfãos e Chefe da Mesa de Rendas.

Por quase dois séculos, a família Rocha do Senhor Barão  dominou a economia local com o poder latifundiário do café e açúcar.  

### Filhos
Nos livros paroquiais de Bananeiras, encontram-se registrados os filhos legítimos do Barão da Araruna com sua primeira esposa, Maria Madalena: 
Felinto Florentino da Rocha, Felisminia Maria dos Santos Peregrino, Anna da Conceição Ferreira da Rocha (batismo no dia 19/01/1847), Enéas Nomeriano da Rocha, João Clementino Ferreira da Rocha, Guilhermina Ferreira da Rocha, Targino Franklin da Rocha (batismo no dia 17/04/ 1842),  Antônio Alves da Rocha, José Clementino da Rocha, Antônio da Piedade de Maria Ibiapina e Joaquim Clementino da Rocha.
Do casamento com Rozaura Maria da Conceição, em 1852, encontramos uma filha legítima registrada nos livros paroquiais de Bananeiras, no dia 7 de outubro de 1855: Josepha da Rocha. Embora o título de Barão fosse intransferível, a  única filha de Estevão José da Rocha com Rozaura, era conhecida como a Baronesa de Araruna. Seus únicos descendentes vivem hoje em Natal, no Rio Grande do Norte. Josepha teve uma filha e deu-lhe o próprio nome. Mais tarde, depois do casamento, sua filha passou a assinar como Josepha Rocha Fagundes, conhecida como  Sinhá. Casou-se com Cícero Rocha Fagundes ( poderoso fazendeiro da região do Trairí e Agreste Potiguar ). Tiveram uma única filha, Hilda Rocha Fagundes, falecida no dia 13 de maio de 1988. Josepha da Rocha, a "Sinhá", ( neta do  Barão da Araruna e de Rozaura Maria )  e sua filha Hilda ( bisneta) estão sepultadas no jazigo da família no Cemitério do Alecrim, em Natal, Rio Grande do Norte.

### Carta Imperial
O acervo do jornalista e escritor paraibano Maurílio Almeida  guarda a Carta Imperial que deu o titulo de Barão a Estevão José da Rocha: 
“ A Princesa Imperial Regente, em nome do Imperador o Sr. D. Pedro II, faz saber aos que esta Carta virem que, atendendo aos relevantes serviços que tem  prestado Estevão José da Rocha, da Província da Paraíba do Norte, querendo distingui-lo e honrá-lo, há por bem fazer-se mercê do Titulo de Barão de Araruna e com o referido titulo goze de todas as honras, privilégios e isenções, liberdade e franquezas que hão e tem e de que se usou e sempre usaram os Barões, e que de direito lhe pertencerem.O por firmeza de tudo que dito é, lhe mandou dar esta Carta, por ela assinada e selada com selo das Armas Imperiais. Dada no Palácio do Rio de Janeiro, em 3 de junho de 1871, quinquagésimo da Independência e do Império.Princesa Isabel Regente e João Alfredo de Oliveira Correia”.
. 

## Televisão e Literatura
O Barão de Araruna também virou figura de obra de ficção. Personagem  de Maria Dezonne Pacheco Fernandes no seu romance de maior sucesso, “Sinhá Moça” publicado em 1950. Mas a personalidade do homem rude e ruim do romance pouco se aproxima do verdadeiro Estevão José da Rocha. Há, porém, algumas coincidências: a atividade política do Barão da literatura e da televisão desenvolveu-se na cidade de Araras, topônimo que muito se aproxima de Araruna. A atividade econômica desenvolvida pelo trabalho escravo era o café, mesmo ramo de negócio do verdadeiro Barão. 
O Barão da novela de Benedito Ruy Barbosa , sucesso em 1986 e 2006 da Rede Globo, teve sua vida retratada entre  1840 e 1850 . O verdadeiro Barão foi agraciado pela Princesa Isabel em 1871 e faleceu em 1874, em Bananeiras, onde ocupou quase todo o território plantando café. Nasceu na Casa Grande da Fazenda Serra Branca, no então Distrito de Pedra Lavrada, hoje município desmembrado de Cuité. O Barão é “sangue  dos Arruda Câmara do Piancó e Ferreira de Macedo, de Picuí” relata Câmara Cascudo. Por razões desconhecidas, Estevão José da Rocha recebeu esse nome, excluindo sua ascendência paterna. Deveria chamar-se Estevão José Ferreira de Macedo. O Barão da ficção é chamado de Coronel José Ferreira e foi interpretado pelos atores Rubens de Falco em 1986 e Osmar Prado em 2006.  

## Títulos nobiliárquicos
Barão da Araruna
Título conferido por D. Pedro II (imperador na época) por decreto imperial em 17 de abril de 1871. Faz referência à Serra da Araruna, na Paraíba. Em tupi significa arara preta, fazendo menção à arara-azul-grande, comum na região de Araruna, onde o barão possuía muitas terras. 
No período do Império 875 pessoas receberam título de nobreza no Brasil. 